# Cornelis Hirschman
Pour les articles homonymes, voir Hirschman (homonymie).
Cornelis August Wilhelm Hirschman, dit Carl Anton Hirschman, né le 16 février 1877 à Medan (Indonésie) et mort le 26 juin 1951 à Amsterdam, est un banquier et dirigeant néerlandais de football.

## Biographie
Nommé secrétaire de la Fédération néerlandaise de football en 1897, Hirschman fut avec Robert Guérin l'une des personnes clés dans la fondation de la FIFA. Il occupe de 1904 à 1906 le poste de vice-président, avant d'être élu secrétaire général la même année. Hirschman s'investit également en 1912, pour la création du Comité olympique néerlandais. Il assura l'intérim de la présidence de la FIFA vacante de 1918 à 1920 depuis ses bureaux d'Amsterdam. Il maintient seul et à ses frais l'organisation en activité en entretenant un lien entre les différentes fédérations malgré les plaies de la Première Guerre mondiale. Sur l'initiative de Jules Rimet, c'est lui qui convoque le congrès de 1919 à Bruxelles puis l'assemblée de 1920 à Anvers où Jules Rimet est élu président de la FIFA. Il démissionne en 1931 de son mandat de secrétaire général.
Parallèlement à ses activités footballistiques, Hirschman fonde sa société Hirschmann Effecten en Co. te Amsterdam, qui s'effondre lors du krach boursier de 1929. LA FIFA souffre largement de ce krach car Hirschman avait placé une grande partie de la trésorerie de l'association en bourse.